# (24752) 1992 UN
1992 يو أن (ويعرف أيضًا باسم (24752) 1992 يو أن وفق تسمية الكوكب الصغير) (بالإنجليزية: 1992 UN)‏ هو كويكب ضمن حزام الكويكبات؛ وترتيبه 24752 من حيث الاكتشاف.
اكتُشف هذا الجُرم الفلكي بواسطة هيروشي كانيدا في 19 أكتوبر 1992.

## وصلات خارجية
- (24752) 1992 UN في قاعدة بيانات مختبر الدفع النفاث لأجرام النظام الشمسي الصغيرة

- الاكتشاف · مخطط المدار ·  العناصر المدارية · المعلمات المادية

- (24752) 1992 UN على موقع ويكي سكاي: DSS2, SDSS, GALEX, IRAS, Hydrogen α, X-Ray, Astrophoto, Sky Map, Articles and images